# Осада Вейсенштейна
Осада Вейсенштейна (пол. Oblężenie Białego Kamienia) — одна из осад во время польско-шведской войны 1600—1611 годов, проводившаяся 30 мая — 30 сентября 1602 года.

## Предыстория
17 мая польско-литовскими войсками был взят Феллин. Две недели спустя коронное войско (2000 человек) под командованием гетмана великого коронного Яна Замойского двинулось на Вейсенштейн — важный узел коммуникаций в Эстляндии. Построенный ещё во времена крестовых походов замок имел мощные стены и сильную артиллерию, 30-метровая башня придавала ему схожесть с бастионными укреплениями более поздних времён, его защищало 700 человек.

## Ход боевых действий
Поначалу польские войска ограничились блокадой крепости, а шведы тем временем собирали войска в Ревеле. 30 июня гетман польный коронный Станислав Жолкевский разбил шведов под Ревелем, лишив гарнизон Вейсенштейна надежды на выручку.
В августе прибыл долгожданный осадный парк, и войска приступили к правильной осаде. Однако артиллерия не могла пробить крепких каменных стен. Осенние дожди превратили местность в болото, осаждающие начали страдать от болезней. К счастью, один пойманный швед сказал, что куртина на северной стороне крепости ослабела от времени. Замойский тут же приказал построить напротив этого места деревянный помост, установить на нём артиллерию и попытаться пробить там брешь. Поняв, что им грозит, шведы сосредоточили на свежепостроенном помосте огонь, и началась жаркая артиллерийская дуэль.
В ночь с 26 на 27 сентября на помосте были размещены четыре тяжёлых орудия. Рано утром они открыли огонь, и слабый участок куртины начал заваливаться, а через несколько часов в нём образовалась огромная брешь. Замойский начал готовиться к штурму, но шведы, видя бесперспективность дальнейшего сопротивления, 30 сентября капитулировали.

## Итоги и последствия
После взятия Вейсенштейна в польско-литовских руках оказалась почти вся территория Лифляндии и Эстляндии. Шведы удерживали лишь Ревель, Пернау, Гапсаль и Дерпт. Замойский, которому было уже 60 лет, заболел и командование перешло к Ходкевичу.